# Aigues-Mortes
Aigues-Mortes (en occitano Aigas Mòrtas) es una municipalidad francesa y localidad del Distrito de Nîmes, perteneciente al departamento de Gard, en la región de Occitania.
La ciudad se encuentra totalmente amurallada, en un recinto levantado en el siglo XIII y que ha llegado intacto hasta nuestros días. Desde su fundación hasta el año 1481 fue el principal puerto francés del Mediterráneo, siendo primada por el rey Luis IX de Francia y sus sucesores. Por ello, fue el punto de partida de las cruzadas desde Francia, hasta la anexión de Marsella en 1481.

## Historia

### Un puerto en el interior
Levantada en un lugar pantanoso de la Camarga que no estaba predestinado a la construcción, Aigues-Mortes nació por voluntad del rey Luis IX de Francia, más conocido por el sobrenombre de San Luis.
Al decidir fundar esta nueva ciudad en 1240, se convirtió en el primer rey de Francia en disponer de un puerto de acceso al Mediterráneo y en realizar ricos intercambios comerciales con Italia y Oriente. Además se imponía políticamente sobre una franja de tierra rodeada al este por la Provenza, que dependía del Sacro Imperio Romano Germánico y al oeste por una Aquitania inglesa y un Montpellier dependiente de la Corona de Aragón. Luis IX obtuvo estas tierras de la abadía benedictina de Psalmodi y construyó allí la imponente torre del Rey, denominada después Torre de Constancia, así como un castillo, actualmente desaparecido y acondicionó los canales hacia el mar, Arlés y Montpellier.
Para atraer a la población, concedió a la ciudad una carta de privilegios eximiéndola de impuestos. Fue desde el puerto de Aigues-Mortes desde donde partió Luis IX hacia las cruzadas en dos ocasiones.
Sus sucesores, Felipe III el Atrevido y luego Felipe IV el Hermoso continuaron su obra e hicieron construir las murallas. Tras este efímero periodo de apogeo, la ciudad dejó de crecer, ya que el puerto se cubría de arena y una vez incorporada la Provenza a Francia en 1481, Marsella sustituyó a Aigues-Mortes, que perdió su interés estratégico.
Carlos I de España y Francisco I de Francia firmaron aquí la Paz de Aguas Muertas en 1538.

### Las cruzadas
Desde el siglo XI hasta el siglo XIII se realizaron ocho expediciones militares organizadas por los cristianos de Occidente con el objetivo de reconquistar Tierra Santa, entonces en manos de los musulmanes. Las dos últimas cruzadas, conducidas por Luis IX a Egipto en el año 1248 y a Túnez en el año 1270, partieron de Aigues-Mortes.
A partir de 1246 se empezaron a reunir equipos y víveres, pero Luis IX tuvo que dirigirse a Marsella, Venecia y Génova para completar su flota. Reunió mil ochocientos barcos en Chipre en 1249, de los que solamente treinta y ocho partieron de Aigues-Mortes con el rey. Apenas desembarcado en Egipto, Luis IX se apoderó de Damiette, pero su ejército fue vencido por Mansourah en abril de 1250 y fue apresado. Liberado, se quedó hasta 1254 en Palestina donde reconstruyó las murallas de las plazas francesas.
En el año 1270, los cruzados fueron convocados en el puerto de Aigues-Mortes para una nueva expedición, pero no existía ningún lugar para acogerlos. Entre ellos, estallaron las desavenencias y el rey, que permanecía en Saint-Gilles-du-Gard, se vio obligado a ir para restablecer la calma. Algunos, en el infortunio del combate, se lanzaron incluso a la piratería. El embarque tuvo lugar el 1 de julio de 1270 para Túnez, donde el rey enfermo, murió el 25 de agosto de ese mismo año.

### El protestantismo
El edicto de Nantes, promulgado por Enrique IV de Francia en 1598 y que reconocía la religión protestante en Francia, fue revocado en 1685 por Luis XIV. Llegó el tiempo de una durísima represión del protestantismo acentuada en Languedoc y en las Cevenas a principios del siglo XVIII por la guerra de los Camisardos. Desde 1686, al igual que otras torres de la ciudad, la torre de Constancia, se convirtió en prisión para los hugonotes que rehusaban convertirse al catolicismo.
En 1703, Abraham Mazel, jefe camisardo, pudo escaparse con dieciséis de sus compañeros arrancando una piedra de una saetera.
A partir de 1715, la torre se convirtió en prisión exclusivamente reservada a las mujeres. Estas mujeres del pueblo, con frecuencia originarias de las Cevenas fueron encerradas por haber asistido a una asamblea religiosa o simplemente por haber sido identificadas como hugonotas. Al ser muy difíciles sus condiciones de vida, varias abjuraron; otras fueron liberadas por escasas medidas de clemencia. Marie Durand, es la más célebre de estas presas, al estar un total de 38 años en prisión y serle atribuida la inscripción "register (resistid)" en la torre donde permaneció.

### La matanza de Aigues-Mortes
En agosto de 1893 fue el escenario de un enfrentamiento entre los trabajadores de Francia e Italia, todos los empleados en las salinas de Peccais, que pronto degeneró en un verdadero pogromo contra los italianos. El número final de víctimas no se ha determinado con certeza, se estima que oscila entre un mínimo de 9 muertos, según estimaciones oficiales reportados por la prensa francesa, a las 50 víctimas que mencionó el Times en Londres. Otras fuentes informan de un número mucho más alto.
La tensión que siguió hizo rozar la guerra entre los dos países.

## Economía

### Agricultura
- Cultivo de la vid y del espárrago.
- La ganadería de toros y de caballos autóctonos. Los dos prácticamente se encuentran en estado salvaje en los pantanos del delta del Ródano. 
  - El toro de Camarga es más pequeño que el español, rechoncho, los cuernos altos y la cabeza. Es principalmente destinado a la corrida, que es muy popular en la región.
  - El caballo de Camarga es el compañero indispensable del gardian para desplazarse en las marismas. Según ciertos descubrimientos de huesos, parecería que el caballo de Solutré de la era cuaternaria sea su antepasado. De hecho, el caballo de Camarga no es muy grande, midiendo 1,50 aproximadamente. Posee una resistencia enorme adaptada al terreno. Su pelaje es marrón al nacimiento para volverse progresivamente blanco después de algunos años.

### Industrias
- Importante producción de sal por la explotación de las salinas de la zona, o salinas de Aigues-Mortes (Salin d'Aigues-Mortes). La sal allí recogida se beneficia de una Indicación Geográfica Protegida.[6]

### Turismo
- Gracias a su marco medieval y a su emplazamiento cerca del mar, la ciudad atrae no sólo a numerosos turistas, sino también a personas de toda edad en busca de un clima suave y soleado y conjuntos históricos monumentales.

## Transportes

### Fluvial
La ciudad de Aigues-Mortes está en una encrucijada de canales:
- El Canal del Ródano a Sète viniendo del nordeste y yéndose de nuevo hacia el oeste,
- El Canal de Bourgidou hacia el sudeste, y que forma el Pequeño Ródano, un brazo del delta del Ródano, a través de otros canales a los límites de Gard y a través de Bocas del Ródano,
- y el grau del rey, mantenido desde la Edad Media y conectando otra vez a Aigues-Mortes con la parte central de Grau-du-Roi.

### Ferroviario
Una línea que viene de Nîmes recorre las ciudades y los pueblos del Distrito de Nîmes y el litoral, con término en Grau-du-Roi. Es también utilizada para el transporte de la sal fabricado por una de las explotaciones salinas del grupo Salinos.

### Carreteras
El desarrollo del turismo balneario desde los años 1960 ha estado marcado por la construcción de balnearios como El Gran Terrón o la extensión de los existentes como Grau-du-Roi. Para facilitarles su acceso a los turistas, la red de carreteras litoral fue ampliada y conectó la ciudad a la autopista 9. Aigues-Mortes goza así de estos ejes: 
- Al este, la carretera secundaria D 58 la conecta con la ciudad de Saintes-Maries-de-la-Mer y al municipio de Arlés. Este camino se mueve por arrozales y los diferentes estanques que pueblan la Camargue.
- Al oeste, la carretera secundaria D 62 ha sido ensanchada para permitir una conexión rápida con Montpellier.
- En el norte, la carretera secundaria D 979 la conecta directamente con la autopista A-9 a la altura de Gallargues-le-Montueux.

## Alcaldía
El actual alcalde de la ciudad es Cédric Bonato.
Anteriormente, la ciudad tuvo tres alcaldes más, que gobernaron en periodos de 12 de años sucesivamente.

## Demografía
La población de la ciudad se ha ido incrementando desde los datos de 1962, que datan la población en 4191 habitantes. El incremento fue lento hasta 1990, con una población de 4999 habitantes. Un despegue espectacular se produjo en los 9 años sucesivos con 6012 habitantes en 1999, para llegar a los 6798 habitantes del censo del 2006.
| 2800 | 2605 | 2630 | 2577 | 3393 | 3240 | 3968 | 4046 | 3677 | 3865 | 3932 | 3833 | 4113 | 3564 | 3906 | 3981 | 3897 | 4511 | 3899 | 3900 | 4348 | 3878 | 4123 | 3839 | 3616 | 3746 | 4203 | 4197 | 4531 | 4472 | 4999 | 6012 | 6798 |
| Para los censos de 1962 a 1999 la población legal corresponde a la población sin duplicidades (Fuente: INSEE [Consultar]) |      |      |      |      |      |      |      |      |      |      |      |      |      |      |      |      |      |      |      |      |      |      |      |      |      |      |      |      |      |      |      |      |

## Gastronomía
La fougasse de Aigues-Mortes es un tipo de hogaza de pan típico de Occitania, en versión dulce y perfumada con flor de azahar. Es llamada "fougasse" en Provenza y "fouasse" en otras regiones situadas más al norte. Tradicionalmente se consumía en Aigues-Mortes solamente en Navidad, como parte de los «trece postres», pero hoy en día se consume todo el año.

## Monumentos

### La torre de Constancia y las murallas

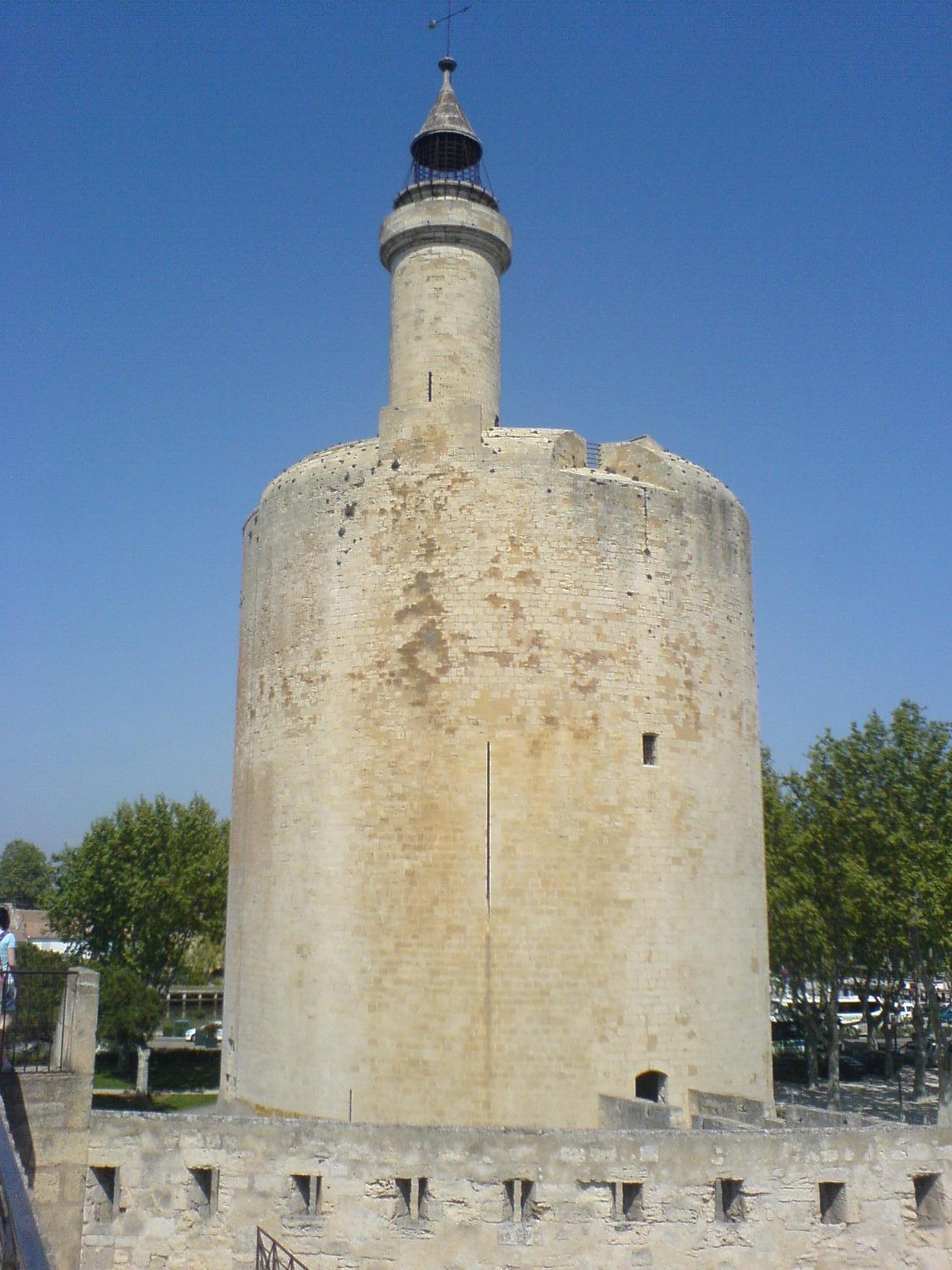
Torre de Constancia

La Torre de Constancia fue erigida en 1242 por Luis IX, sobre el antiguo emplazamiento de la torre Matafère, construida por Carlomagno hacia el 790, para proteger la guarnición del rey. Los trabajos se terminaron en 1254.
Su diámetro es de 22 m, su altura con la cumbre del farol es de 33m. El grosor de las paredes en la base es de 6m. En la planta baja, encontramos la sala de los guardias con un acceso protegido. En el centro de la sala, una abertura circular permite acceder a los sótanos que servían de fresquera, de reserva de municiones y también de cárceles. Este lugar se llamaba " los culos de hoyo bajo ".
En el primer piso, accedemos a la sala de los caballeros. Se parece por su estructura a la sala de los guardias. Es en la sala donde fueron encarceladas en el siglo XVIII las mujeres hugonotas, de las cuales, la más conocida fue Marie Durand que grabó en el techo la palabra "resistir". Esta palabra es visible a día de hoy. Fue encarcelada a la edad de 15 años y liberada 38 años más tarde, con presos políticos. 
Entre estas dos salas, un pasillo circular estrecho, fue construido en el espesor de la pared para vigilar la sala baja. Después de la sala de los caballeros, accedemos a la terraza que ofrece un enorme panorama de la zona, representando así un puesto ideal de vigilancia. Las presas fueron autorizadas varias veces a acudir aquí para respirar aire puro.

### La torre Carbonera

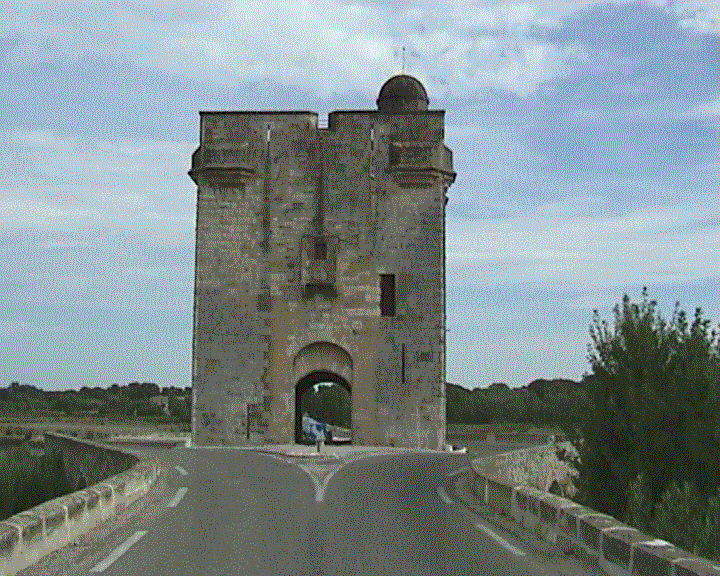
Torre Carbonera, en su cara norte

Situada sobre el municipio de Saint-Laurent-d'Aigouze, la Torre Carbornera es citada por primera vez en un texto fechado en 1346 que da precisiones a la función de la obra. Un dicho afirma "que esta fortaleza es la llave del reino en esta comarca." En efecto, situada en medio de las marismas, era paso obligado para acceder a Aigues-Mortes. Guardada por una guarnición compuesta de un castellano y de varios guardias. Desde su terraza que podía albergar hasta cuatro piezas de artillería, tenemos una vista panorámica de La Camarga.

### La iglesia de Notre-Dame-Des-Sablons
Probablemente fue construida antes que las murallas, a mediados del siglo XIII. La Colegiata en 1537, fue saqueada por los protestantes en 1575. Después de la reconstrucción del campanario en 1634 tras la Revolución francesa, se convirtió en templo de la Razón, cuartel, tienda de granos y almacén de sal. Fue devuelta al culto en 1804 y restaurada de 1964 a 1967.

### La Capilla de los Penitentes Grises

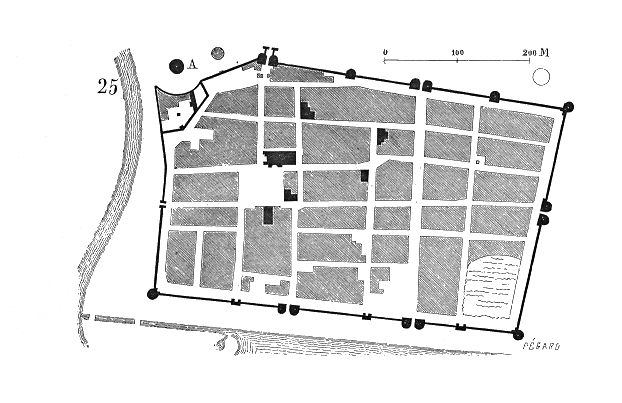
Plano de Aigues-Mortes

Situada al este de la Plaza del Viguerie es propiedad de la hermandad de los Penitentes Grises creada allí en 1400. La fachada es de estilo Luis XIV. La puerta de entrada del siglo XVII está adornada por una estatua de madera. Retablo esculpido en 1687 por Sabatier.
En el interior, un retablo representa la pasión de Cristo. Fue construido en estuco de yeso gris en 1687 por el escultor de Montpellier Sabatier. Este retablo, sobre el cual figura el escudo de armas de la hermandad, ocupa todo el fondo del coro.

### La Capilla de los Penitentes Blancos
Situada en el ángulo de la calle de la República y de la calle Luis Blanc, pertenece a la Hermandad de los Penitentes Blancos creada en 1622.
Por encima del coro, sobre la bóveda, podemos ver una copia del retablo de Jerusalén dónde Cristo celebró la Última Cena el Jueves Santo con sus apóstoles. Alrededor de la Cena, una pintura sobre lienzo vuelve a trazar la bajada del Santo Espíritu el día de Pentecostés. Es atribuida a Sigalon, pintor nacido en Uzès en 1778. Por cada lado del coro se levantan dos estatuas: a la izquierda San Félix para la redención de los cautivos, a la derecha Santiago el Menor, primer Obispo de Jerusalén.

### La plaza de San Luis
Es el corazón turístico de la ciudad. En el centro, frente a la entrada principal de por la Puerta Gardette, está erigida la estatua de Luis IX, hecha por James Pradier en 1849.

## Galería

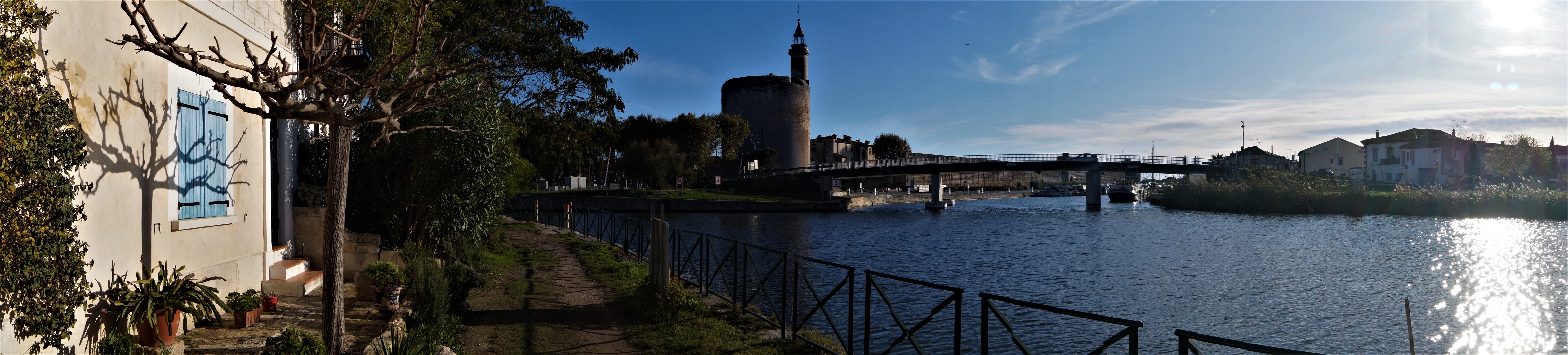
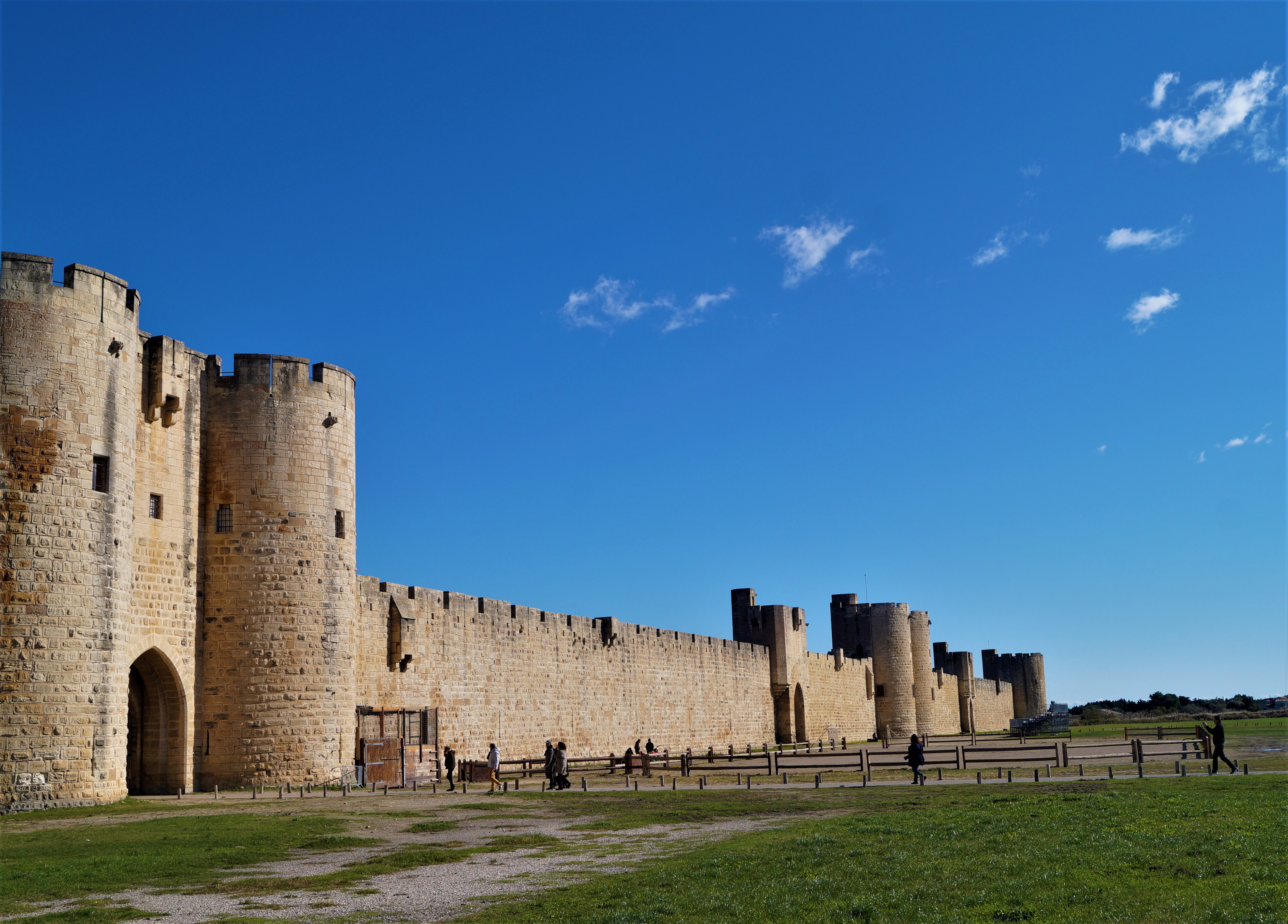
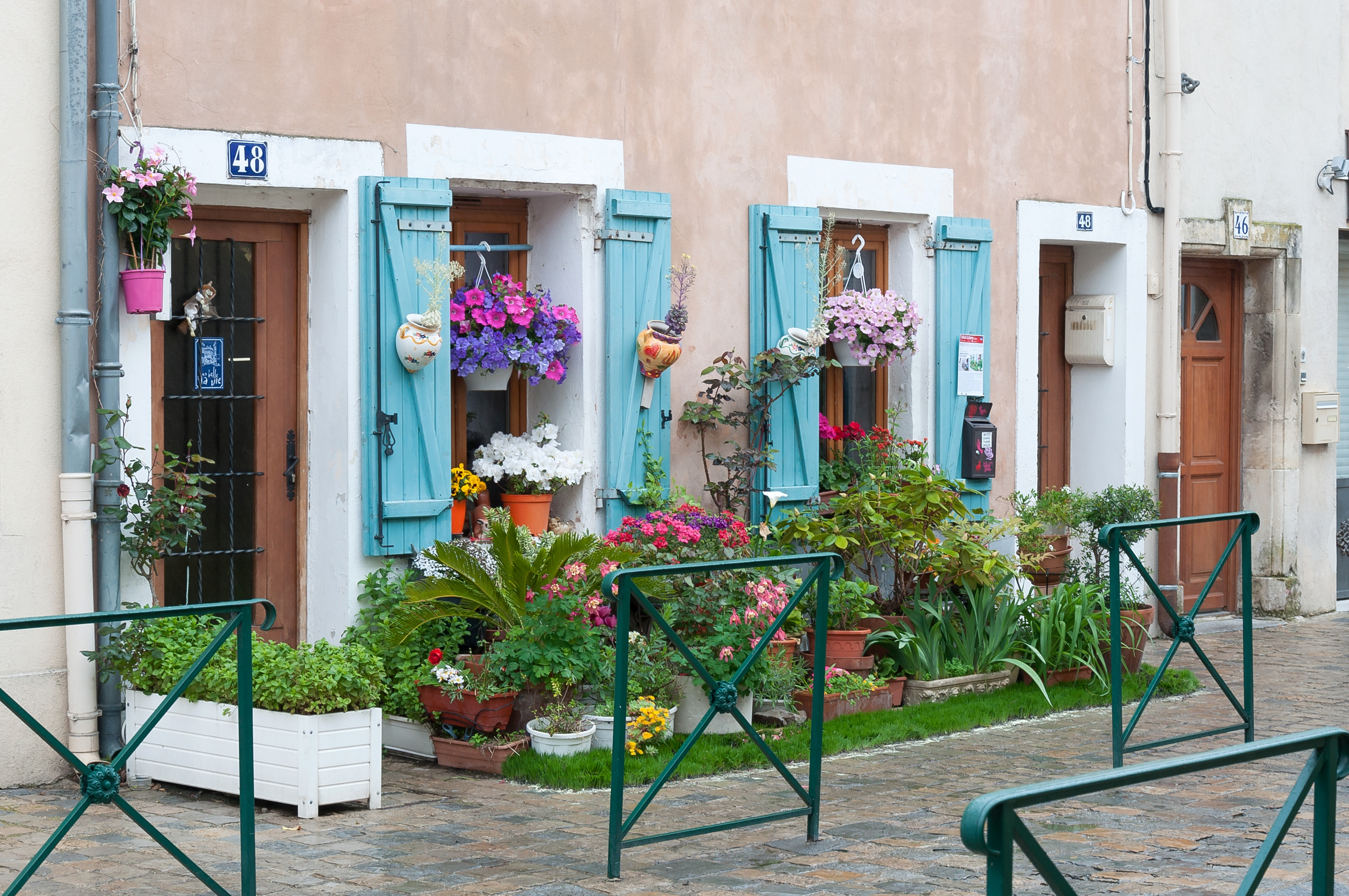
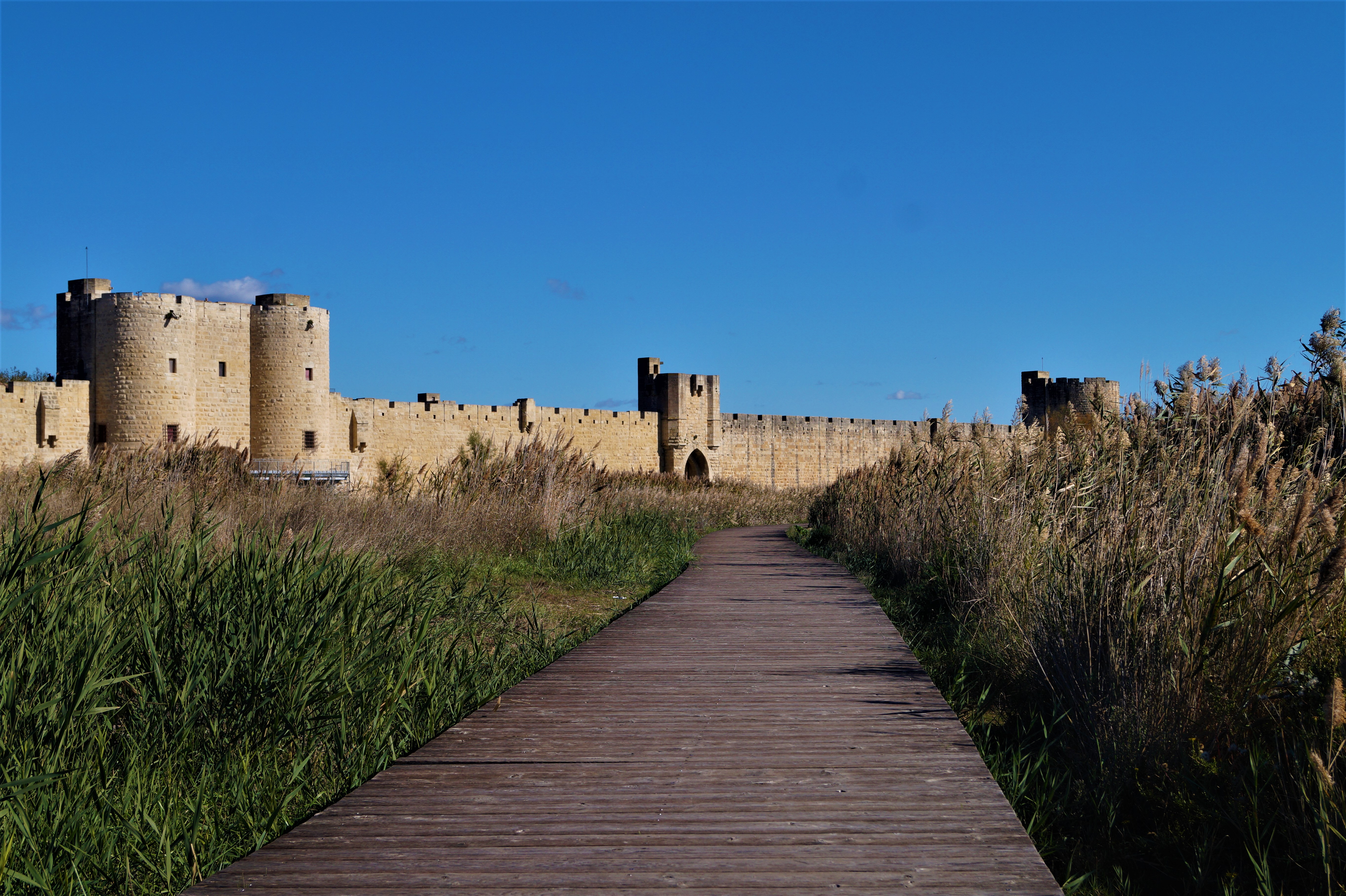
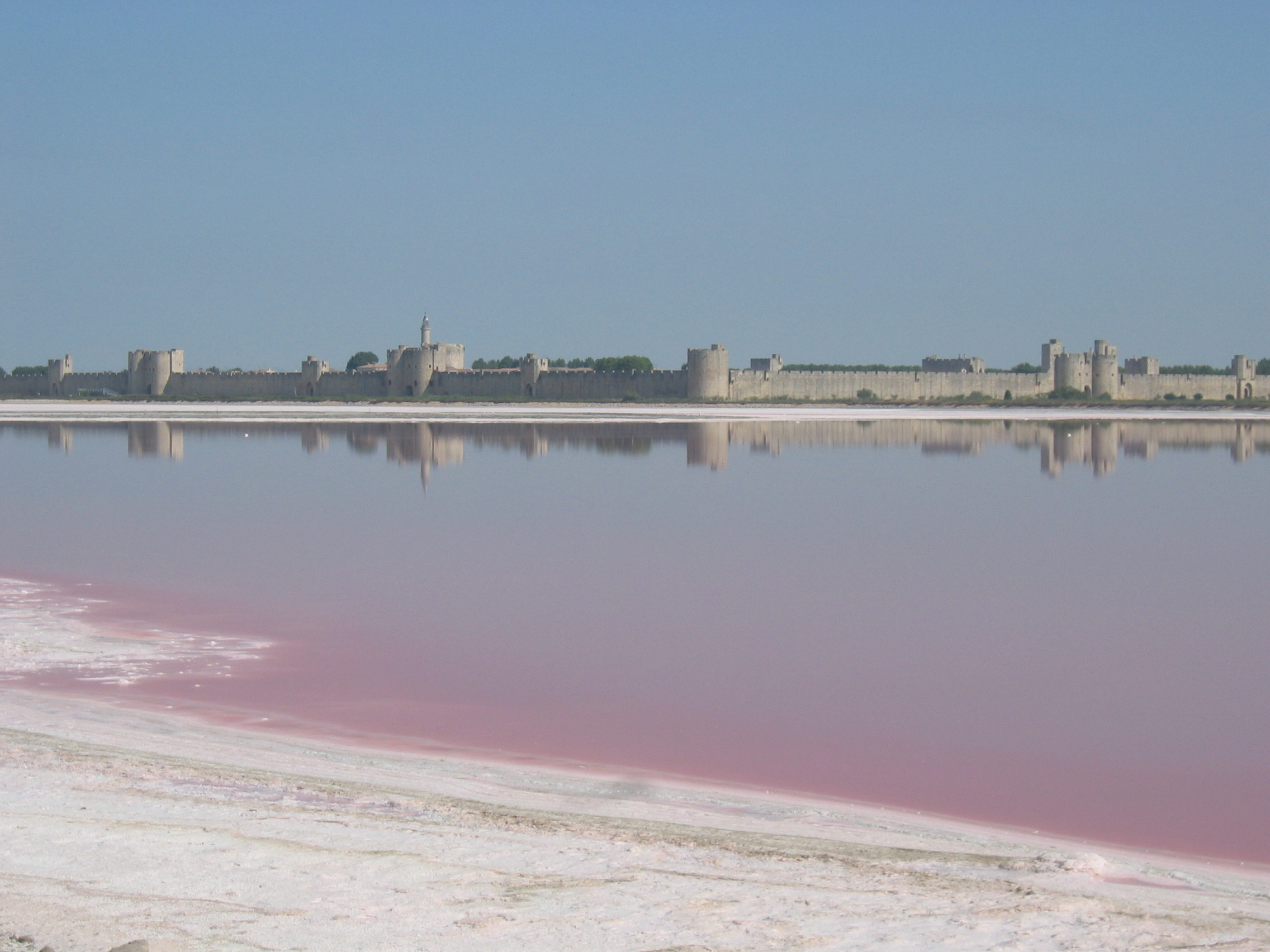
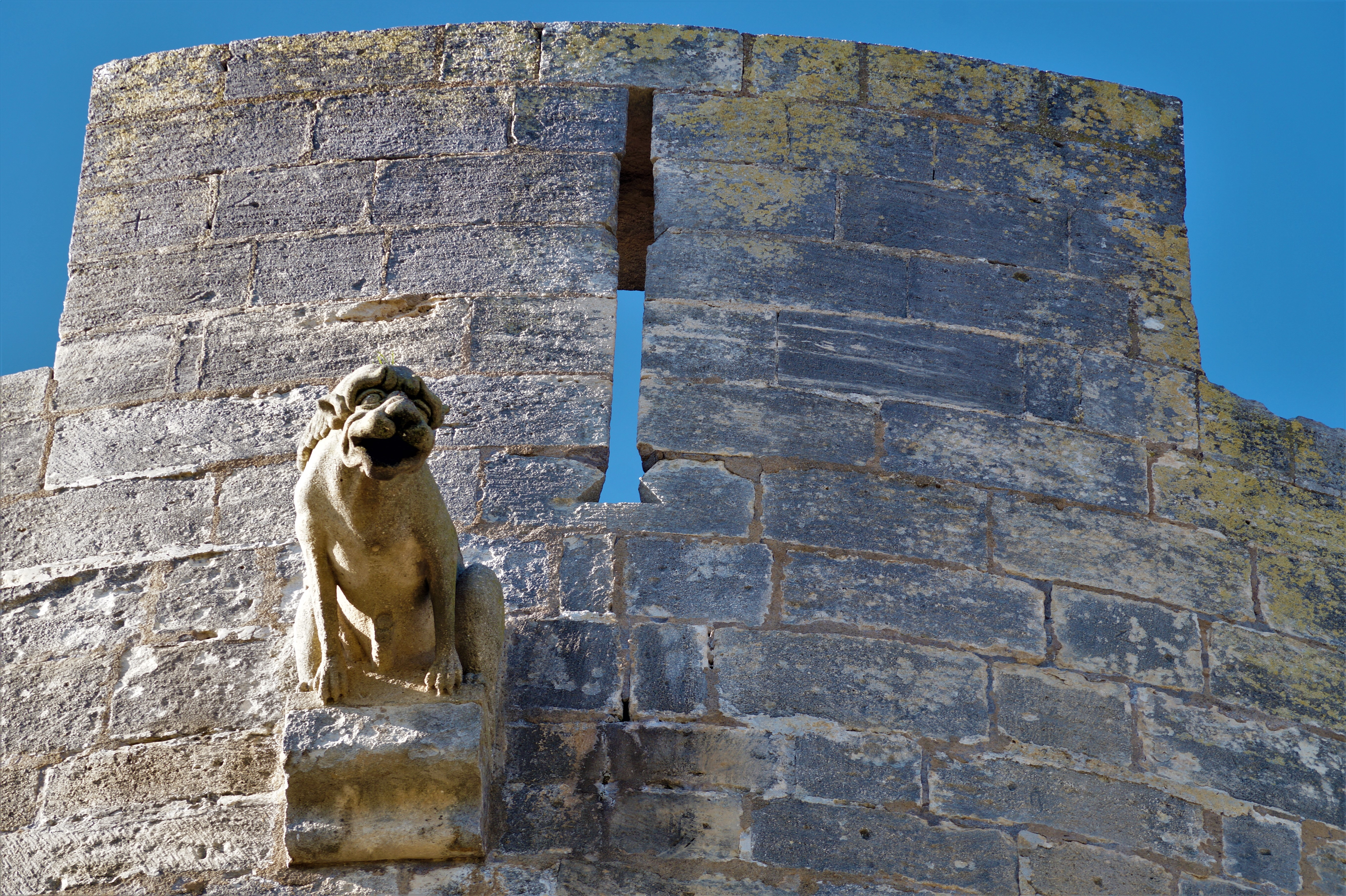